# Орчано Пизано
Орчано Пизано (на италиански: Orciano Pisano) е малък град и община в Италия, в региона Тоскана, провинция Пиза. Населението му е около 600 души (2007).